# Julian Theobald
Julian Theobald (* 11. November 1984 in Gießen) hat in den Jahren 2002–2008 abwechselnd mit seinem jüngeren Bruder Johannes Theobald an Rennen der Formel König, Renault und Renault 3.5 teilgenommen. In  2010 und 2011 trat er zu einigen Rennen der Formel 2 an.

## Karriere
Theobald begann seine Motorsportkarriere 1995 im Kartsport, in dem er bis 2001 aktiv war. 2002 wechselte er in den Formelsport und trat zwei Jahre in der Formel König an. Nach Platz 23 in seiner Debütsaison wurde er 2003 Elfter. 2004 startete er in der deutschen Formel Renault und belegte am Saisonende den 28. Platz in der Gesamtwertung.
2005 wechselte er in den deutschen Formel-3-Cup und beendete die Saison auf den elften Gesamtrang. 2006 trat er in der Trophy Wertung der Formel-3-Euroserie an und gewann die Wertung mit sechs Siegen. Er stand in jedem Rennen, zu dem er angetreten ist, auf dem Podium. 2007 wechselte er in die Formel Renault 3.5 und trat als Ersatz für Jaap van Lagen für EuroInternational startend zu insgesamt acht Rennen der Saison an. Bei zwei Rennen war sein Bruder Johannes sein Teamkollege. Er  belegte am Ende der Saison den 36. Gesamtrang. 2008 nahm er für Fortec Motorsport an den ersten zwei Rennwochenenden der Formel Renault 3.5 teil und wurde danach durch Fairuz Fauzy ersetzt. In der Gesamtwertung wurde er 33.
Nach einer einjährigen Pause kehrte er zur Mitte der Saison 2010 in den Motorsport zurück und trat in der FIA-Formel-2-Meisterschaft an. Er startete an drei Rennwochenenden und blieb mit einem 13. Platz als bestes Resultat ohne Punkte. 2011 ging Julian Theobald zusammen mit seinem Bruder Johannes in der Formel 2 an den Start. Julian Theobald startete zu sechs von acht Veranstaltungen. Mit einem sechsten Platz als bestes Ergebnis beendete er die Saison auf dem 19. Platz der Fahrerwertung.

## Persönliches
Theobald studierte Maschinenbau an der Universität Stuttgart und ist aktuell als Leiter Beschaffung Neue Fahrzeugprojekte Baureihe SUV bei der Porsche AG tätig.

## Statistik

### Karrierestationen
| - 1995–2001: Kartsport - 2002: Formel König (Platz 23) - 2003: Formel König (Platz 11) - 2004: Deutsche Formel Renault (Platz 28) | - 2005: Deutsche Formel 3 (Platz 11) - 2006: Formel-3-Euroserie, Trophy (Meister) - 2007: Formel Renault 3.5 (Platz 36) - 2008: Formel Renault 3.5 (Platz 33) | - 2010: Formel 2 - 2011: Formel 2 (Platz 19) |